# Пасиад (вазописец)
Пасиад (лат. Pasiades, др.-греч. Πασίαδης) — древнегреческий гончар и вазописец последней четверти VI в. до н. э.
Из его работ сохранилось три алабастрона и два фрагмента лекифов, выполненных в технике по белому фону. На алабастронах стоит подпись Пасиада как гончара, а на лекифах — как вазописца.